# Dúd
Dúd (Dud) település Romániában, a Partiumban, Arad megyében.

## Fekvése
Lippától északkeletre fekvő település.

## Története
Dúd Árpád-kori település. Nevét már 1162–1172 között említette oklevél a szentjobbi monostor birtokaként. 1387-ben és 1489-ben Magyardwd (Magyar-Dud), 1552-ben Melewdud, 1561-ben Székes-Dud, Agyagos-Dud, Felső-Dud, 1746-ban Dud, 1808-ban Dúd ~ Duúd, 1888-ban Duud, 1913-ban Dúd néven írták.
1910-ben 1780 lakosából 1734 román, 42 magyar volt. Ebből 1736 görögkeleti ortodox, 31 római katolikus volt.
A trianoni békeszerződés előtt Arad vármegye Tornovai járásához tartozott.
Dúd környékén mintázásra és edénykészítésre alkalmas agyag található. A 20. század elején  rézbányáját is említették.